# Mussaenda parvifolia
Mussaenda parvifolia är en måreväxtart som beskrevs av Theodoric Valeton. Mussaenda parvifolia ingår i släktet Mussaenda och familjen måreväxter. Inga underarter finns listade i Catalogue of Life.